# Marjut Mäkelä
Marjut Mäkelä (* 2. August 1987) ist eine ehemalige finnische Unihockeyspielerin. Sie stand zuletzt beim Nationalliga-A-Vertreter Red Ants Rychenberg Winterthur unter Vertrag.

## Karriere

### Oulun Luistinseura
Marjut Mäkelä begann ihre Karriere beim Merikoski SBT, wechselte später allerdings in den Nachwuchs von Oulun Luistinseura (OLS). 2009 debütierte sie in der ersten Mannschaft in der Salibandyliiga. Insgesamt absolvierte sie 99 Partien für OLS und erzielte dabei 44 Skorerpunkte.

### Zug United
Zur Saison 2013/14 stiess sie zu Zug United in die Nationalliga A. In Zug blieb sie insgesamt vier Saisons, bevor sie den Verein in Richtung Winterthur verliess. Während ihrer Zeit in Zug erzielte sie 44 Skorerpunkte.

### Red Ants Rychenberg Winterthur
Am 1. Juni 2017 verkündeten die Red Ants Rychenberg Winterthur den Transfer der Defensivakteurin. Nach der Saison 2019/20 beendet Mäkelä ihre Karriere.